# Finschhafen
Finschhafen es una ciudad situada a 80 kilómetros al este de la ciudad de Lae, en la península de Huon, provincia de Morobe de Papúa Nueva Guinea. La ciudad se escribe comúnmente como Finschafen o Finschaven, aunque es incorrecto. Durante la Segunda Guerra Mundial, la ciudad también se conoció como Fitch Haven por algunos hombres de la Marina estadounidense.

## Historia
El área fue cartografiada por el navegante británico John Moresby entre 1873-1874.

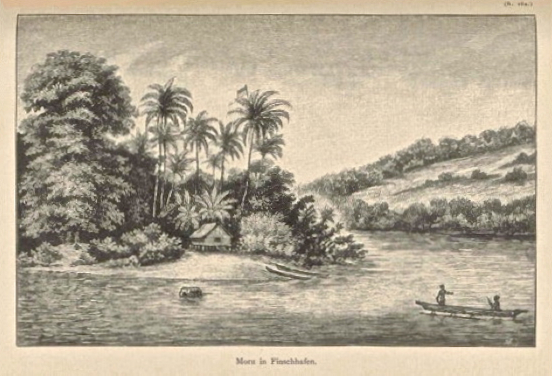
Moru en Finschhafen, 1884-1885. Boceto de Otto Finsch

Finschhafen fue explorada en 1884 por el científico y explorador alemán, Otto Finsch, que dio su nombre a la ciudad. Se construyó una ciudad en 1885 como parte de la colonia de Nueva Guinea alemana y fue nombrada después del descubridor (-hafen es una terminología alemana que significa "puerto"). En 1886, Johann Flierl y otros dos misioneros luteranos se asentaron en la zona, creando una misión. Una epidemia de malaria en 1891 provocó que la ciudad fuese abandonada por los dueños de las plantaciones alemanas y los funcionarios del gobierno. Posteriormente fue repoblada y reclamada por los alemanes en 1894. Fue finalmente abandonada en 1901.
Finschhafen fue ocupada por el Ejército Imperial Japonés el 10 de marzo de 1942 durante la Segunda Guerra Mundial. Las fuerzas australianas recapturaron la ciudad durante la campaña de la península de Huon el 2 de octubre de 1943, durante la batalla de Finschhafen.
El 2 de febrero de 2012, el barco de pasajeros MV Rabaul Queen, que llevaba 350 o más pasajeros a bordo, se hundió a nueve millas de distancia de la ciudad, muriendo seis personas, siendo heridas siete, y dejando más de 300 desaparecidos.